# The Dark (filme)
The Dark (Brasil: Escuridão / Portugal: Na Escuridão)é um filme de terror britânico-alemão lançado em 2005, baseado no romance Sheep do escritor britânico Simon Maginn.

## Elenco
- Sean Bean....James
- Maria Bello....Adèle
- Richard Elfyn....Rowan
- Maurice Roëves....Dafydd
- Abigail Stone....Ebrill
- Sophie Stuckey....Sarah
- Caspar Harvey.....Jovem Dafydd